# Cinajara
Cinajara (en quechua: Sinaqara), es una montaña nevada de la cordillera de Vilcanota en Perú. Tiene una altura de 5471 m s.n.m. La montaña se ubica entre los distritos de Ocongate y Ccarhuayo de la provincia de Quispicanchi en el departamento del Cuzco. Al pie del este y del nevado Colquepunco se realiza la festividad anual del Quyllurit'i.
El origen de su nombre proviene de los vocablos quechuas china y q'ara que significan (montaña) "hembra" y "pelada" respectivamente.

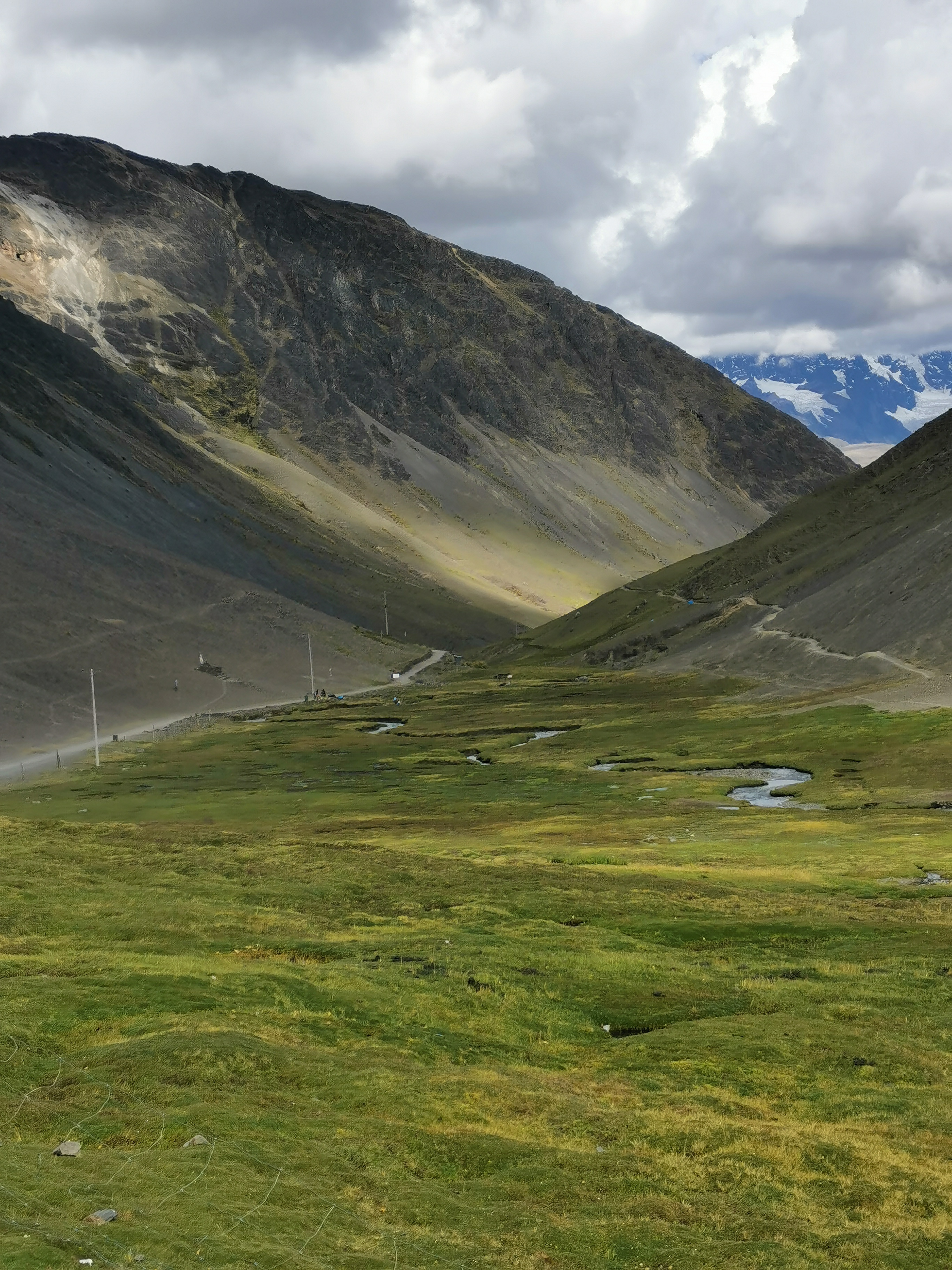
Valle glaciar del Cinajara, bofedales del entorno del río Cinajara y el camino de peregrinación de Quyllurit'i

Tanto el Colquepunco como el Cinajara dan nacimiento a pequeños glaciares auxiliares, situados a ambos lados del glaciar central, que también un rol en el ritual, las dos cumbres que los alimentan, están orientados hacia el suroeste, donde se encuentra el Ausangate. Algunos locales comparten la creencia de que el Colquepunco y el Cinajara son "hijo e hija" del Ausangate.